# آيت سعيد (إقليم الصويرة)
آيت سعيد  (بالإنجليزية: AIT SAID)‏ هي جماعة قروية تابعة لإقليم الصويرة ضمن جهة مراكش - تانسيفت - الحوز بالمغرب. بلغ مجموع عدد سكان آيت سعيد  حسب إحصاءات 2004 حوالي 7081 نسمة يعيشون في 1342 أسرة.